# Baranga Film
Baranga Film var ett svenskt filmbolag som ägdes av de två musikvideoregissörerna Niklas Fronda och Fredrik Löfberg (tillsammans kända som "Baranga Brothers"). De regisserade även reklamfilmer, kortfilmer och långfilmer.
Niklas Fronda och Fredrik Löfberg är idag båda frilansregissörer.

## Niklas Fronda
Niklas Fronda (född 8 augusti 1977 i Västerås) är kusin till hiphopartisten Sebastian Fronda.

## Musikvideor
Regisserade av Baranga Film:
- The 69 Eyes – Devils
- Dallas Superstars – Helium
- Fronda – Du Betyder Ingenting
- Fronda – Gå härifrån
- Kwan – Diamonds
- Kwan – Tainted Love
- Sara Nunes – Simon Can't Sing
- Primal Fear – Metal Is Forever
- The Rasmus – Funeral Song (The Resurrection)
- The Rasmus – In My Life
- The Rasmus – In the Shadows (EU "Crow" version)
- X-Prophets – So Long Goodbye

Regisserade av Niclas Fronda:
- The Rasmus – Livin' in a World Without You